# Гарсия, Эмили
Эми́ли Жозе́п Гарси́я Мирамо́нтес (кат. Emili Josep García Miramontes; род. 11 января 1989, Эскальдес-Энгордань или Андорра-ла-Велья) — андоррский футболист, полузащитник клуба «Пас-де-ла-Каса». Выступал за сборную Андорры.

## Биография

### Клубная карьера
С 2007 года по 2013 год выступал за клуб «Андорра» из Андорра-ла-Вельи, которая играла в низших дивизионах Испании. В сезоне 2013/14 играл за другой испанский коллектив «Расинг Лерменьо». В составе команды провёл 24 матча. Летом 2014 года перешёл во французский «Пеннуаз», вместе с другим андоррцем Жозепом Гомесом.

### Карьера в сборной
Выступал за юношескую сборную Андорры до 17 лет и провёл 5 матчей в турнирах УЕФА. За сборную до 19 лет сыграл 7 игр, выступая в качестве капитана команды. В составе молодёжной сборной до 21 года провёл 10 матчей в официальных турнирах УЕФА.
В составе национальной сборной Андорры дебютировал 4 июня 2008 года в товарищеском матче против Азербайджана (1:2), Гарсия вышел на 83 минуте вместо Ильдефонса Лимы. Свой первый гол Эмили забил в ворота сборной Молдавии 9 февраля 2011 года ударом с 67 метров, лишь за две минуты до этого выйдя на замену. В рамках квалификации на чемпионат Европы 2012 он провёл 6 игр, в которых отыграл по 90 минут и получил 1 жёлтую карточку (в матче с Македонией).

#### Голы за сборную Андорры
| # | Дата           | Встреча                                                 | Соперник | Результат | Соревнование      |
| - | -------------- | ------------------------------------------------------- | -------- | --------- | ----------------- |
| 1 | 9 февраля 2011 | Муниципальный стадион им. Ф. Кабриты, Лагуш, Португалия | Молдавия | 1:2       | товарищеский матч |